# فيسنت ديماركوناي
فيسنت ديماركوناي (بالفرنسية: Vincent Demarconnay) (5 أبريل 1983 ببواتييه في فرنسا - ) هو لاعب كرة قدم فرنسي في مركز حراسة المرمى. لعب مع نادي باريس ونادي لومان وSO Romorantin ‏ وTVEC Les Sables-d'Olonne ‏.

## وصلات خارجية
- فيسنت ديماركوناي على موقع رابطة كرة القدم الفرنسية للمحترفين (الإنجليزية)
- فيسنت ديماركوناي على موقع قاعدة بيانات كرة القدم.إي يو (الإنجليزية)
- فيسنت ديماركوناي على موقع ليكيب (الفرنسية)
- فيسنت ديماركوناي على موقع Soccerway.com (الإنجليزية)